# Tirreno-Adriático 1990
La XXV edición del Tirreno-Adriático se disputó entre el 7 y el 14 de marzo de 1990 con un recorrido de 1.040 kilómetros con salida en Bacoli y llegada a San Benedetto del Tronto. El ganador de la carrera fue el suizo Tony Rominger del Chateau d'Ax.

## Etapas
| Etapa | Fecha       | Recorrido                              | km    | Ganador              | Líder         |
| ----- | ----------- | -------------------------------------- | ----- | -------------------- | ------------- |
| 1ª    | 7 de marzo  | Bacoli - Bacoli                        | 15,9  | John Talen           | John Talen    |
| 2ª    | 8 de marzo  | Nápoles - Maiori                       | 175,0 | Tony Rominger        | Tony Rominger |
| 3ª    | 9 de marzo  | Amalfi - Ravello (CRI)                 | 6,8   | Jean-Claude Leclercq | Tony Rominger |
| 4ª    | 10 de marzo | Salerno - Isola del Liri               | 205,0 | Massimiliano Lelli   | Tony Rominger |
| 5ª    | 11 de marzo | Cerro al Volturno - Porto Sant'Elpidio | 249,5 | Eric Vanderaerden    | Tony Rominger |
| 6ª    | 12 de marzo | Porto Recanati - Monte Urano           | 192,0 | Jean-Claude Leclercq | Tony Rominger |
| 7ª    | 13 de marzo | Grottammare - Acquasanta Terme         | 178,0 | Eddy Planckaert      | Tony Rominger |
| 8ª    | 14 de marzo | S.B del Tronto - S.B del Tronto (CRI)  | 18,3  | Erik Breukink        | Tony Rominger |

## Clasificaciones finales

### General
| Posición | Ciclista             | Equipo             | Tiempo      |
| -------- | -------------------- | ------------------ | ----------- |
| 1        | Toni Rominger        | Chateau d'Ax       | 27h 29' 18" |
| 2        | Zenon Jaskuła        | Diana-Colnago      | + 2' 31"    |
| 3        | Gilles Delion        | Helvetia-La Suisse | + 2' 42"    |
| 4        | Jean-Claude Leclercq | Helvetia-La Suisse | + 2' 46"    |
| 5        | Maurizio Fondriest   | Del Tongo          | + 2' 46"    |
| 6        | Sean Kelly           | PDM                | + 2' 58"    |
| 7        | Frans Maassen        | Buckler            | + 2' 58"    |
| 8        | Martin Earley        | PDM                | + 3' 12"    |
| 9        | Daniel Steiger       | Frank-Toyo         | + 3' 22"    |
| 10       | Luc Roosen           | Histor-Sigma       | + 3' 58"    |